# Museum of Fine Arts (Boston)
Il Museum of Fine Arts di Boston, nel Massachusetts, è uno dei più grandi musei degli Stati Uniti d'America. Possiede più di 450.000 opere d'arte che fanno di questa collezione una delle più complete del continente americano. Conta più di un milione di visitatori l'anno e, nel 2013, è stato il 62º museo di belle arti più visitato al mondo.
Il museo fu fondato nel 1870 ma occupò la sede attuale a partire dal 1909. Il museo era associato ad un'accademia d'arte, la Boston School of the Museum of Fine Arts, nonché al Nagoya Museum of Fine Arts che si trovava, appunto, a Nagoya, in Giappone, ormai chiuso a causa della scarsa affluenza. Il direttore del museo è Matthew Teitelbaum.

## Storia

### 1870–1907
Il museo fu fondato nel 1870 e inaugurato nel 1876. Gran parte della sua collezione proviene dalla galleria d'arte del Boston Athenaeum. Francis Davis Millet ricoprì un ruolo fondamentale nell'avvio della scuola d'arte associata al museo e nominò Emil Otto Grundmann (1844–1890) come primo direttore.
La prima sede del museo era un edificio in muratura dall'architettura neogotica, disegnato da John Hubbard Sturgis e Charles Brigham, considerato particolarmente significativo per l'uso delle terrecotte architettoniche, la cui quantità era decisamente inusuale per un edificio statunitense. L'edificio si trovava a Copley Square, nel quartiere bostoniano di Back Bay.

### 1907–2000
Nel 1907 furono avviati i progetti necessari per dare al museo una nuova sede su Huntington Avenue, il viale di Boston dedicato alle arti. Il consiglio di amministrazione del museo affidò all'architetto Guy Lowell l'incarico di creare un progetto di massima che consentisse una costruzione progressiva del museo, giacché i finanziamenti venivano reperiti ad hoc per ogni fase specifica del progetto. Nel 1909, fu posta in essere la prima parte del progetto neoclassico di Lowell; essa è composta da una facciata di oltre 150 metri in granito (il cui ingresso è proprio su Huntington Avenue), dalla grande rotonda e dalle gallerie attigue. La collezione vera e propria fu trasferita in questa nuova sede verso la fine del 1909.
La seconda fase di costruzione, interamente finanziata dalla Signora Robert Dawson Evans, riguardò l'ala lungo il Back Bay Fens che ospitò la pinacoteca. L'ala fu inaugurata nel 1915. Dal 1916 fino al 1925, John Singer Sargent decorò la rotonda e l'attiguo colonnato. Nel corso degli anni, molte altre migliorie ingrandirono l'edificio e tra queste vi è l'ala dedicata alle Arti decorative (inaugurata nel 1928 e ingrandita nel 1968) e il Norma Jean Calderwood Garden Court nonché la Terrazza (1997). La West Wing, progettata da I. M. Pei e inaugurata nel 1981, fu rinominata - nel 2008 - la Linde Family Wing for Contemporary Art. Quest'ala ospita la caffetteria del museo, il ristorante, il negozio di souvenir e anche uno spazio espositivo.

## Le opere maggiori
Arte greca arcaica
- Apollo di Mantiklos

Arte egizia
- Busto di Ankhhaf, ca. 2550 a.C.

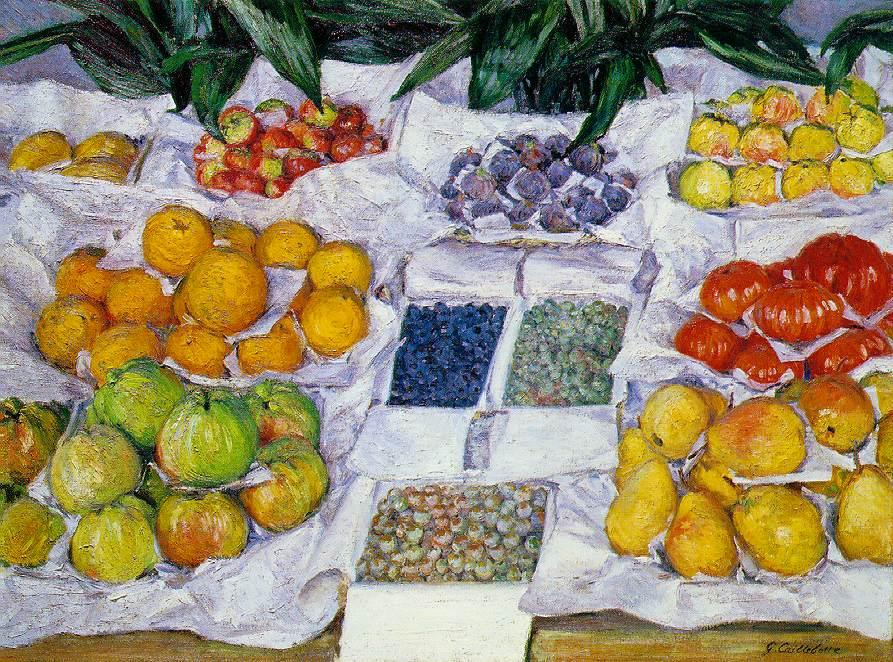
Gustave Caillebotte Fruits sur un étalage (1881-1882)

- Sarcofago di Meresankh II, ca. 2550 a.C.
- Sarcofago di Thutmose I, ca. 1470 a.C.
- Aspelta in granito, ca. 600/580 a.C.

Gustave Caillebotte
- Fruits sur un étalage, 1881-1882

Mary Cassatt
- Il tè delle cinque, 1880

Carlo Crivelli
- Pietà Panciatichi, 1485

Edgar Degas
- Carrozza alle corse, 1872
- Fantini a Longchamp, 1874 circa

Fra Carnevale

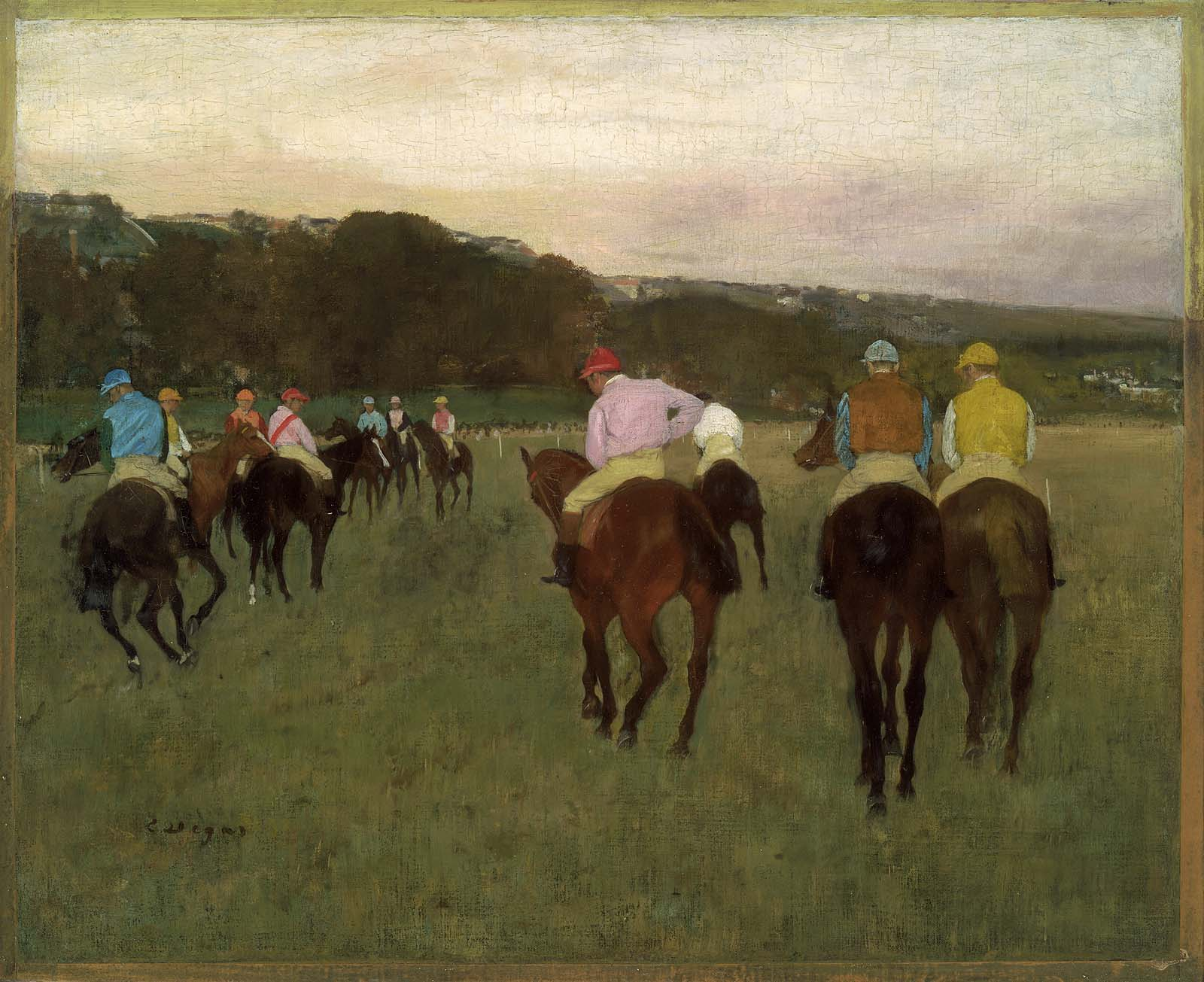
Edgar Degas Fantini a Longchamp (1874 circa)

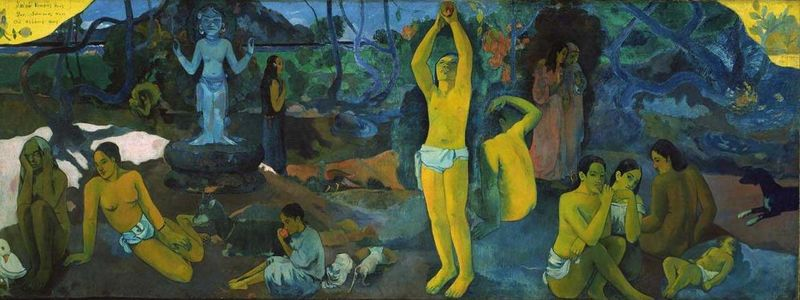
Paul Gauguin Da dove veniamo? Chi siamo? Dove andiamo? (1897)

- Presentazione della Vergine al Tempio

Donatello
- Madonna dell'umiltà, anni 1430

Giambattista Pittoni
- Sacrificio di Isacco, 1687

Corrado Giaquinto
- Adorazione dei magi , 1725

Paul Gauguin
- Da dove veniamo? Chi siamo? Dove andiamo?, 1897

Giovanni di Paolo
- Madonna dell'Umiltà, 1442 circa

Carlo Maratta
- Flagellazione di Cristo

Rembrandt Harmenszoon Van Rijn
- Il pittore nello studio, 1629 circa

Rosso Fiorentino
- Cristo morto compianto da quattro angeli, 1525-26 circa

Giambattista Pittoni
- Sacrifizio di Isacco

Pierre-Auguste Renoir
- Ballo a Bougival, 1882-1883

Maurice Utrillo
- Le Sacré-Coeur, Montmartre e Rue Saint-Rustique, 1927 circa

Dirck van Baburen
- La mezzana, 1622

Vincent van Gogh
- Il postino Joseph Roulin, 1888